# Il Bellerofonte
Il Bellerofonte ist eine italienischsprachige Opera seria des tschechischen Komponisten Josef Mysliveček, basierend auf der griechischen Legende des Bellerophon. Das Libretto stammt von Giuseppe Bonecchi. Die Uraufführung fand am 20. Januar 1767 im Teatro San Carlo in Neapel statt.

## Werkgeschichte
Il Bellerofonte ist Myslivečeks zweite Oper. Er nutzte ein älteres Libretto von Giuseppe Bonecchi, das erstmals am 28. Dezember 1750 in einer Vertonung von Francesco Araja am Hof in Sankt Petersburg zur Aufführung gekommen war.
Myslivečeks Vertonung hatte ihre Uraufführung am 20. Januar 1767 im Teatro San Carlo in Neapel. Es sangen Anton Raaff (Ariobate), Caterina Gabrielli (Argene), Ferdinando Mazzanti (Bellerofonte), Francesca Gabrielli (Briseide), Angelo Monanni (Diomede), Giuseppe Coppola (Atamante) und Giuseppe Benigni (Minerva). Die Bühnenbilder stammten von Antonio Jolli. Für die Kampfszenen war Pietro Capone zuständig. Die Tänze wurden von Gennaro Magri choreografiert.

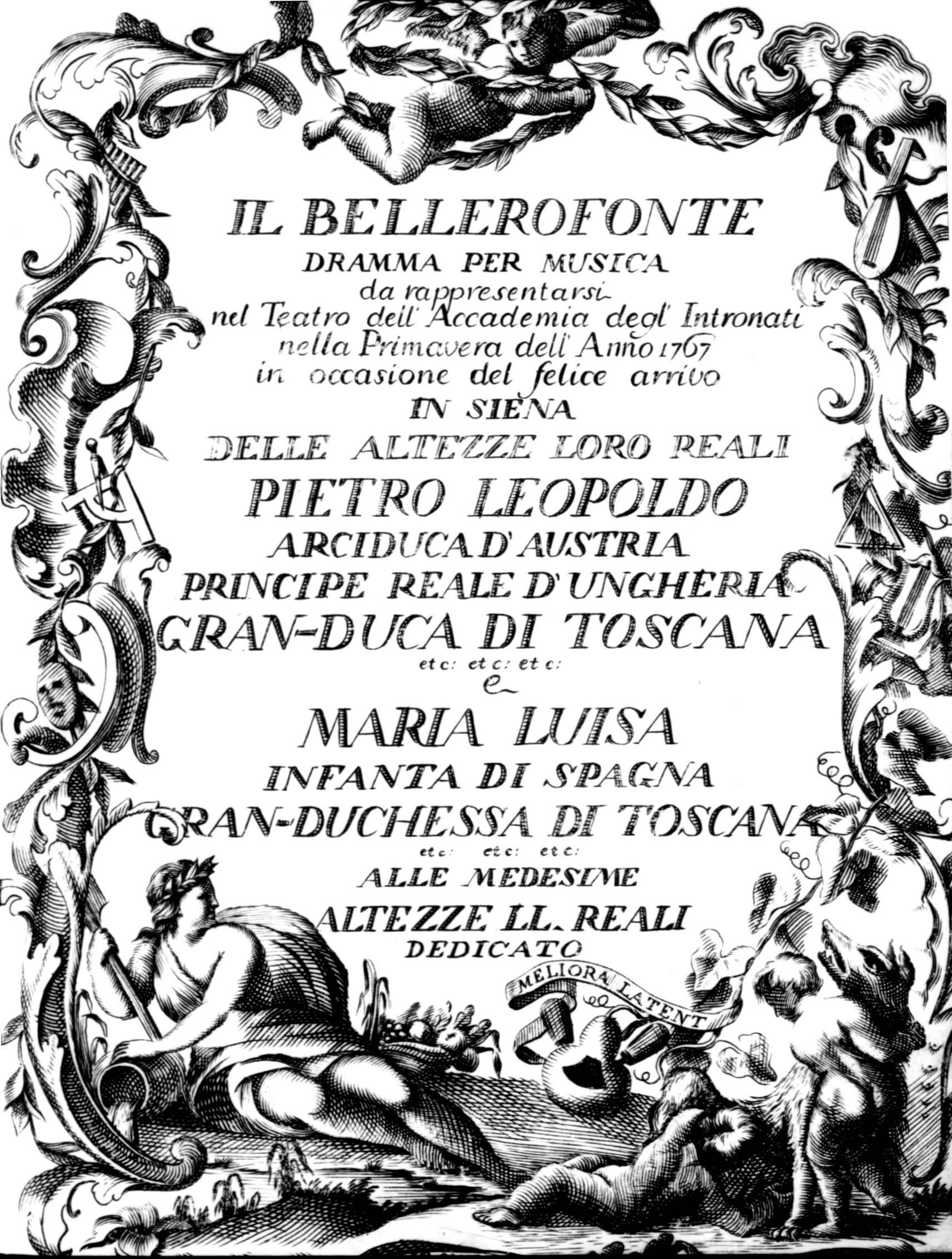
Titelblatt des Librettos, Siena 1767

Die Aufführung war der erste große und nachhaltige Erfolg Myslivečeks. Er stellt mit dieser Oper erstmals in Neapel einen neuen Operntyp vor, der aus einer Kombination von italienischen und französischen Elementen bestand. Zu dem italienischen Text kamen die in Frankreich gebräuchlichen Chöre, Tänze und Maschineneffekte wie Blitz und Donner und der abschließende Auftritt der Göttin Minerva als Dea ex machina.
Noch im selben Jahr gab es weitere Aufführungen im königlichen Theater in Prag und im Teatro dell’Accademia degli Intronati in Siena.

## Aufnahmen
- 1987 – Zoltán Peskó (Dirigent), Prager Kammerorchester, Prager Philharmonischer Chor.
 Douglas Ahlstedt (Ariobate), Gladys Mayo (Argene), Celina Lindsley (Bellerofonte), Krisztina Laki (Briseide), Štefan Margita (Diomede), Raúl Giménez (Atamante).
 Studioaufnahme.
 Supraphon 11 0006-2 633 (3 CDs).[8]